# Bertil Svensson (konstnär)
Åke Bertil Svensson, född 31 oktober 1924 i Kristianstad, död 19 januari 2012 i Trelleborg, var en svensk målare, tecknare, grafiker och trädgårdsanläggare.
Han var son till maskinisten Axel Åke Svensson och Anna Müller och från 1953 gift med Dana Märta Mariann Johansson. Svensson studerade vid Essem-skolan i Malmö 1952–1953 och Målarskolan Forum 1961–1966. Han medverkade i Skånes konstförenings höstutställningar och Helsingborgs konstförenings vårsalonger på Vikingsbergs konstmuseum samt Kristianstadssalongerna. Han var representerad på en utställning i Malmö med tidigare elever från Forums grafikateljé. Hans konst består av figurmotiv, stilleben och landskap utförda i olja eller i form av grafik.